# Ярош, Руслан Леонидович
Руслан Леонидович Ярош (укр. Руслан Леонідович Ярош; 31 августа 1979, Киев, Украинская ССР, СССР) — украинский футболист, полузащитник.

## Биография
Воспитанник киевского футбола. Начал выступления в любительском клубе «Днепр» из Киева. Профессионально начал выступать в киевской «Оболони», в команде дебютировал 12 сентября 1997 года в матче против «Югостали» (0:0). После выступал за «Цементник-Хорда» и «Борисфен». С 1999 года по 2001 год выступал за «Цементник-Хорда». В сезоне 1999/00 стал вторым бомбардиром во Второй лиге группе «А», забил 13 мячей. После играл за «Сокол» из Золочева. Зимой 2002 года перешёл в «Александрию». В Высшей лиге дебютировал 25 марта 2002 года в матче против ужгородского «Закарпатья» (0:1). В сезоне 2003/04 выступал за винницкую «Ниву».
Летом 2004 года перешёл ужгородское «Закарпатье». В команде дебютировал 20 июля 2004 года в матче против киевского «Динамо» (1:2). Сезон 2005/06 провёл в харьковском «Металлисте». Всего за «Металлист» провёл 30 матчей и забил 4 гола в Высшей лиге, также провёл 1 матч в Кубке Украины. В июле 2006 года перешёл в мариупольский «Ильичёвец», на правах свободного агента. В команде не смог закрепиться, после чего перешёл в киевский «Арсенал» летом 2007 года, где также не закрепился в основе. Зимой 2008 года вернулся в ужгородское «Закарпатье». Летом 2008 года побывал на просмотре в клубе «Львов».